# Chemikalienschutzanzug

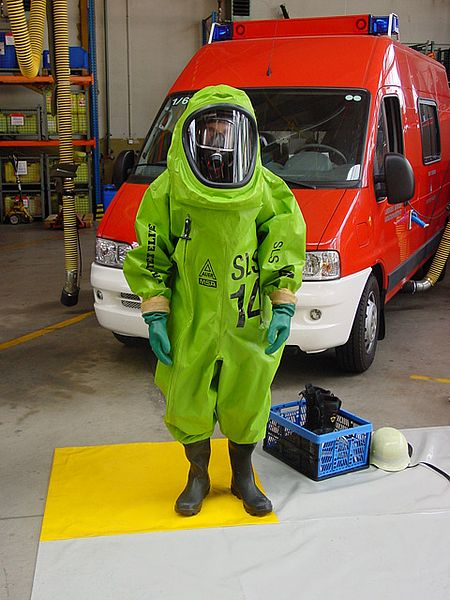
Chemikalienschutzanzug

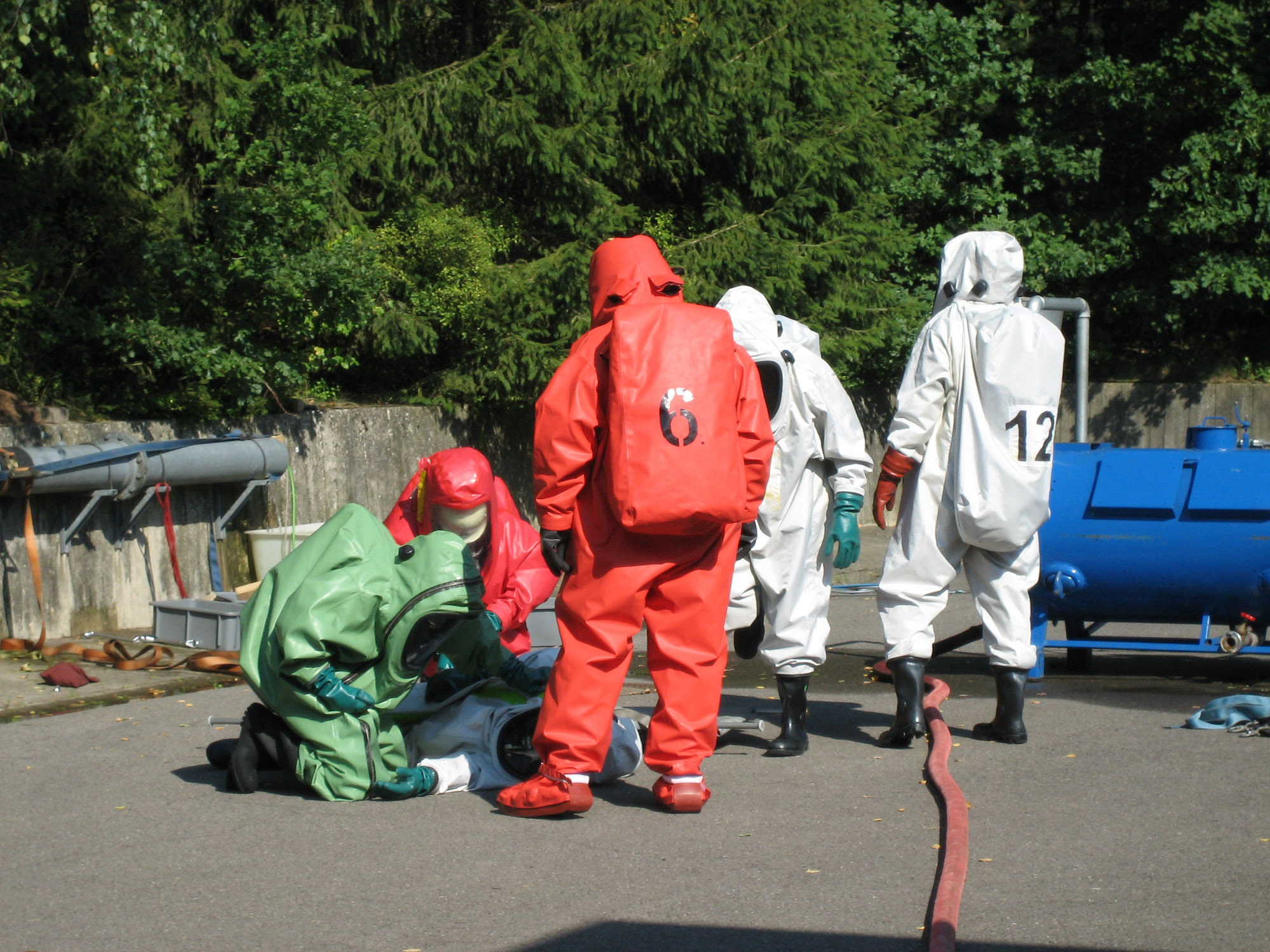
Übung: Rettung verunfallter Chemikalienschutzanzug-Träger

Ein Chemikalienschutzanzug (CSA) ist eine Persönliche Schutzausrüstung, die den Träger komplett von seiner Umwelt isoliert, so dass er in radiologisch, chemisch oder bakteriologisch kontaminierter Umgebung arbeiten kann. Er kommt z. B. bei Gefahrgutunfällen zum Einsatz. Zur Atemluftversorgung trägt der CSA-Träger meistens einen Pressluftatmer auf dem Rücken. Zur Dekontamination der CSA-Trupps wird meist ein Kontaminationsschutzanzug verwandt.

## Einsatz
Die Einsatzzeit ist für den Träger des CSA aufgrund der hohen körperlichen wie psychischen Belastung auf 20 bis maximal 25 Minuten begrenzt. Hinzu kommt noch die Zeit, die für die Dekontamination des Trägers benötigt wird.
Um gerade bei sommerlichen Temperaturen die Temperaturbelastung zu verringern, können Kühlwesten darunter getragen werden oder ein Lüftungssystem mit Schläuchen in Arme und Beine im Anzug eingesetzt werden. Die hierfür benötigte Luft wird meistens aus dem Atemluftkreislauf entnommen und reduziert somit allerdings den Atemluftvorrat bei Verwendung z. B. eines Pressluftatemgerätes.
Ein weiterer begrenzender Einfluss ist die eingeschränkte Beständigkeit gegenüber den diversen Chemikalien.
Der CSA ist nicht gegen alle Stoffe resistent. Vor jedem Einsatz sollte die vom Hersteller mitgelieferte Beständigkeitsliste gegen den vorhandenen Gefahrstoff abgeglichen werden. Auch sollte Wärmestrahlung sowie die zum Beispiel beim Austritt von Gasen mögliche Vereisung durch Kälte unbedingt vermieden werden. Genauso wie scharfe Kanten kann dies zur Beschädigung des Materials und somit zur Kontamination des Trägers führen. Zum Schutz vor mechanischen Beschädigungen kann gegebenenfalls über den in den CSA integrierten Handschuhen ein weiteres Paar Schutzhandschuhe getragen werden, die die Manipulationsfähigkeit des Trägers jedoch extrem stark einschränken.

## Formen

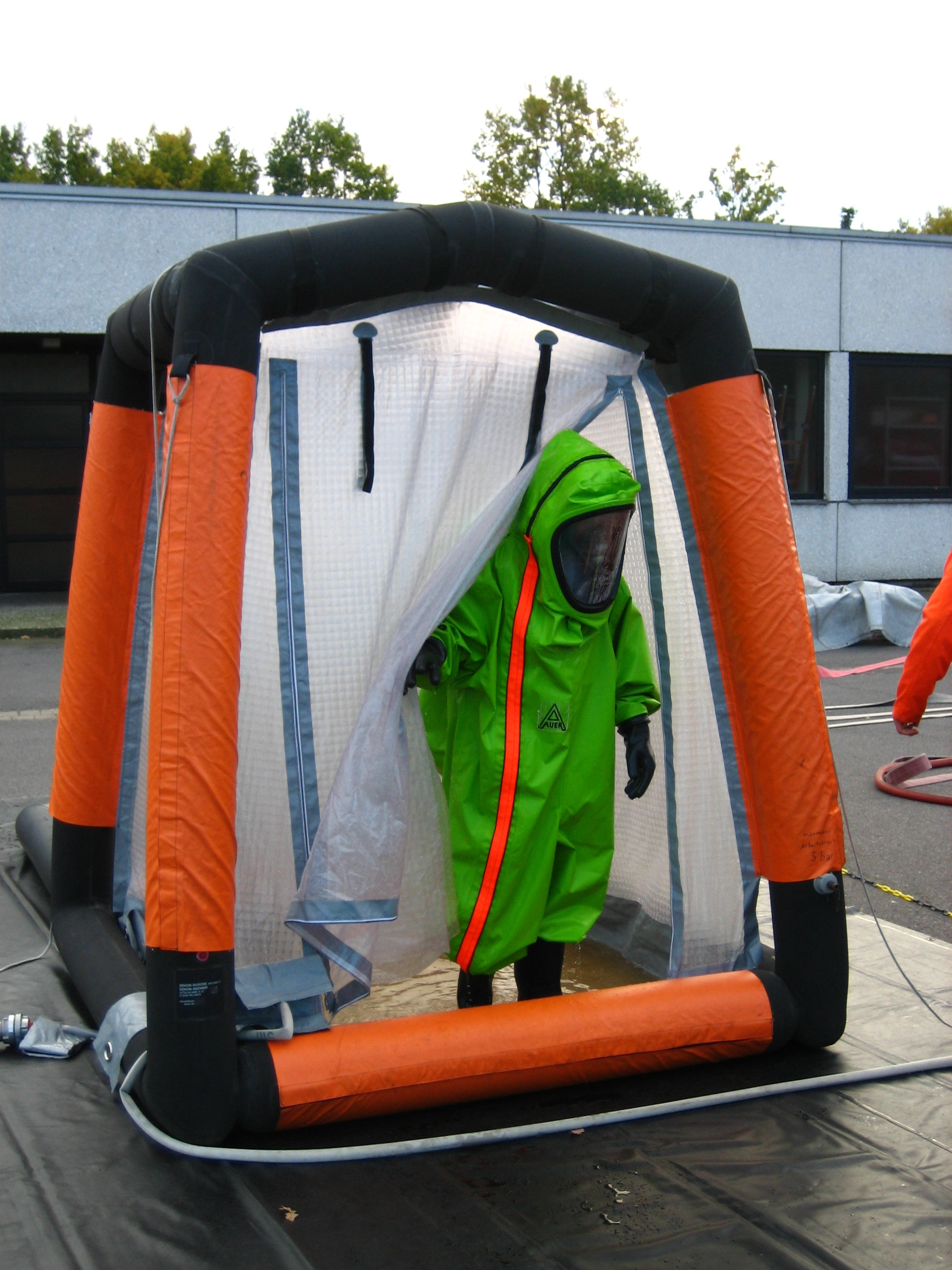
Dekontamination eines CSA-Trägers (Übung)

In Deutschland gibt es gemäß den berufsgenossenschaftlichen Regeln für Sicherheit und Gesundheit bei der Arbeit Nr. 189 verschiedene Typen:
Typ 1: gasdichte Vollschutzanzüge, unterteilt in:
- Typ 1a: mit innen mitgeführter Atemluft, zum Beispiel durch einen umluftunabhängigen Pressluftatmer, genormt nach EN 943-1,
- Typ 1b: mit außen liegender Atemluftversorgung. In der Regel ist das auch hier ein Pressluftatmer, doch kann dieser Schutzanzug auch schlauchversorgt oder mit entsprechendem Atemfilter genutzt werden, genormt nach EN 943-2,
- Typ 1c: Anzug mit Druckluftschlauchversorgung (freeflow), z. B. eingesetzt in Laboren, genormt nach EN 943-2,

Typ 2: Nicht gasdichte Schutzanzüge mit Atemluftversorgung mit Überdruck (mit Überarbeitung der DIN EN 943-1:2015-11 derzeit nicht mehr als solche genormt, anderenfalls nach ISO 16602 oder auf Grundlage von EN 943-1:2002),
Typ 3: Flüssigkeitsdichte Schutzanzüge – auch zwischen den verschiedenen Teilen der Kleidung, wenn vorhanden (Stiefel, Handschuhe, Hauben, Atemschutz) flüssigkeitsdicht, genormt nach EN 14605,
Typ 4: Spraydichte Schutzanzüge – auch zwischen den verschiedenen Teilen der Kleidung, wenn vorhanden (Stiefel, Handschuhe, Hauben, Atemschutz) spraydicht, genormt nach EN 14605,
Typ 5: Schutzanzüge gegen Partikel und Aerosole, genormt nach EN ISO 13928-1 und
Typ 6: Begrenzt sprühdichte Schutzanzüge gegen Sprühnebel (flüssige Partikel/Tropfen), genormt nach EN 13034.
Je nach Gefahrstoff kommen verschiedene Materialien und Laminate zum Einsatz (z. B. PVC, Tyvek, Butyl usw.). Die jeweiligen Anzüge werden zusätzlich, abhängig nach der Durchbruchszeit für eine bestimmte Chemikalie (geprüft nach ISO 6529), in 6 Leistungsstufen eingeteilt:
| Klasse | Durchbruchszeit |
| ------ | --------------- |
| 1      | > 10 Minuten    |
| 2      | > 30 Minuten    |
| 3      | > 60 Minuten    |
| 4      | > 120 Minuten   |
| 5      | > 240 Minuten   |
| 6      | > 480 Minuten   |

Bei den Feuerwehren in Deutschland gehört der CSA gemäß der Feuerwehr-Dienstvorschrift 500 zur Körperschutzform 3. Dort werden die Typen 1a und 1b eingesetzt, die nach DIN EN 943-2 in Typ 1a-ET und Typ 1b-ET „für Notfallteams“ klassifiziert sind.
Dabei ist zu beachten, dass Typ 1a nicht mit Regenerationsgeräten betrieben werden sollte, da der Wärmeaustausch des Gerätes nicht mehr garantiert werden kann. Bei Typ 1b dagegen ist bei einer Kontamination des Anzuges auch gleich das komplette Atemschutzgerät kontaminiert; weiterhin ist im Allgemeinen während eines Einsatzes nicht sicher festzustellen, ob die Schläuche am Atemschutzgerät gegen die angetroffenen Chemikalien beständig sind. Andererseits bietet dieser Typ den Vorteil, dass bei hartnäckiger oder unbekannter Kontamination die Person mit neuer Atemluft versorgt werden kann, ohne den Individualschutz zu durchbrechen.
Typ 1a ist bei den Feuerwehren sehr verbreitet, Typ 1b findet sich beispielsweise bei der Beladung des ABC-Erkundungskraftwagens, bei spezialisierten Gefahrstoffzügen, bei der Bundeswehr, bei der Schifffahrt und in der Industrie wieder.
Speziell für den Einsatz bei Feuerwehren gibt es die Bauformen CSF und CMF, die beide Typ 1a angehören.
CSF
CSA mit Sichtscheibe für Feuerwehren, hier wird unter dem CSA ein vom CSA unabhängiges Atemschutzgerät mit Maske getragen.
CMF
CSA mit eingearbeiteter Maske für Feuerwehren, hier wird die im CSA integrierte Maske direkt an einen innen liegenden Pressluftatmer angeschlossen.
In Österreich entsprechen die Chemikalienschutzanzüge der Schutzstufe III.